# Cymbicopia hispida
Cymbicopia hispida är en kräftdjursart. Cymbicopia hispida ingår i släktet Cymbicopia och familjen Sarsiellidae. Inga underarter finns listade i Catalogue of Life.